# Comité national du trait de côte
Le Comité national du trait de côte (CNTC) est une instance française lancée par Bérangère Couillard (secrétaire d'État chargée de l'Écologie), le 14 mars 2023, après que la loi « Climat et Résilience » du 22 août 2021 ait placé l'érosion côtière parmi les priorités du gouvernement.
Comité spécialisé du Conseil national de la mer et des littoraux (CNML), il est composé de 56 membres (élus, experts, acteurs économiques et membres d'associations de protection de l'environnement) et piloté par la députée Sophie Panonacle.

## Histoire, missions, objectifs
Ce CNTC remplace le comité national de suivi pour la gestion intégrée du trait de côte, créé par Ségolène Royal et Alain Vidalies le 22 janvier 2015. L'article 239 de la loi Climat et Résilience précisait que ce CNTC, comme le CNML, donnera son avis sur la liste des communes « dont l'action en matière d'urbanisme et la politique d'aménagement doivent être adaptées aux phénomènes hydrosédimentaires entraînant l'érosion du littoral ». Un décret du 29 avril 2022 a établi, sans consultation du CNML ni du CNTC qui n'était pas encore réuni a produit une première liste de 126 communes volontaires, et d'autres s'y ajouteront selon la secrétaire d'État (discours devant l'Assemblée nationale, le 14 mars 2024) ; 864 communes sont identifiées comme très vulnérables au recul du trait de côte.
Le CNTC se veut une instance de dialogue et de concertation entre les parties prenantes sur tous les sujets relatifs à la gestion intégrée du trait de côte et pour préparer une stratégie de long terme pour l'État et les territoires littoraux exposés au recul du trait de côte et aux risques de submersion marine. Il vise notamment à définir un « modèle économique pour accompagner la recomposition spatiale des territoires concernés. La concertation sur ce point s’étendra sur un an » avec l'objectif d'« une stratégie de financement à 30 ans dans le projet de loi de finances 2025 ».

## Contexte

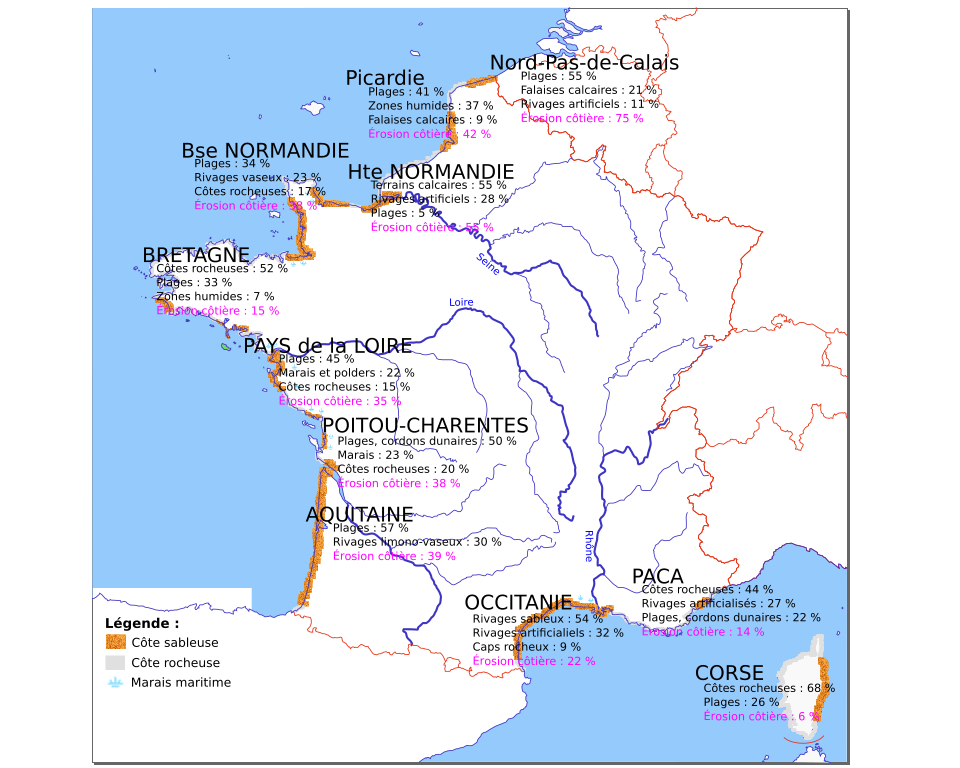
Géomorphologie des côtes de France par région : caractéristiques dominantes du trait de côte et % d'érosion du linéaire côtier (chiffres en 1996).

Stratégies d'adaptation aux changements climatiques pour diminuer les risques face à l'élévation du niveau marin pour les communautés côtières : ➀ pas de réponse ; ② protection avancée ; ③ ajustement ; ④ avancée ; ⑤ retrait ; ⑥ adaptation basée sur les écosystèmes.

Le recul du trait de côte, un phénomène naturel accéléré et aggravé par le dérèglement climatique, affecte un cinquième du littoral français métropolitain (soit environ 900 km), selon l'indicateur national de l'érosion côtière élaboré dans le cadre de la stratégie nationale de gestion intégrée du trait de côte et produit par le Cerema. Ce centre d'études établit des cartes nationales de projection du recul du trait de côte à échéance 2028 et aux horizons 2050 et 2100 (pour cette dernière, le scénario inaction estime que ce sont 450 000 logements pour une valeur vénale de 86 Md€, 55 000 locaux d’activités pour une valeur vénale de 8 Md€, 10 000 bâtiments publics, 1 800 km de routes et 240 km de voies ferrées qui pourraient être impactés),.
Faute de « garantie des ressources », en mai 2023, l'AMF (Association des maires de France) et l'Anel (Association des élus des littoraux) ont saisi le Conseil d'État pour « l'interroger sur le bien-fondé » de l'ordonnance du 6 avril 2022, relative à l'aménagement durable des territoires littoraux exposés au recul du trait de côte.
En lien avec les outils fonciers (conservatoire du littoral, établissements publics fonciers…) et de planification écologique (zéro artificialisation nette) le CNTC travaille donc à anticiper et à organiser progressivement une recomposition spatiale du littoral français, via notamment des actions concertées d'aménagement et parfois de renaturation.

## Composition
Ses 56 membres sont répartis en cinq collèges :
- 9 membres pour le collège État ;
- 16 pour le collège d'élus - dont un représentant de l'Association national des élus du littoral (Anel), de l'Association nationale des élus des territoires touristiques (Anett), de Régions de France, de Départements de France, d'Intercommunalités de France et de l'Association des maires de France (AMF) ;
- 9 pour le collège d'experts - Bureau de recherches géologiques et minières (BRGM), Cerema, Conservatoire du littoral, Office national des forêts (ONF), Fédération nationale des agences d'urbanisme (Fnau), notaires…- ;
- 16 pour le collège des représentants des acteurs socio-professionnels et des particuliers (chambres de commerce et d'industrie, Assemblée permanente des chambres d'agriculture…) ;
- 6 pour le collège des associations de protection de l'environnement.

### Législation
- Directive  2007/60/CE du Parlement et du Conseil relative à l’évaluation et à la gestion des risques d’inondation, 32007L0060, adoptée le 23 octobre 2007, JO du 6 novembre 2007, p. 27-34, entrée en vigueur le 26 novembre 2007  [consulter en ligne, notice bibliographique]
.